# 42-га гвардійська танкова дивізія (СРСР)
42-га гвардійська танкова Прилуцька ордена Леніна Червонопрапорна ордена Богдана Хмельницького дивізія (42 ТД, в/ч 29410) — колишнє з'єднання танкових військ Радянської армії а згодом України, яке існувало від 1945 до 1990 року. Створене 4 червня 1957 року на основі 42-ї гвардійської стрілецької дивізії в місті Гвардійське, Дніпропетровська область. Дивізія відносилася до кадрованих скороченого штату, тому була укомплектована особовим складом і технікою приблизно на 20% (2000 осіб) від штатної чисельності.

## Історія
Створена 4 червня 1957 року на основі 42-ї гвардійської стрілецької дивізії в місті Гвардійське, Дніпропетровська область.
Від 19 лютого 1962 року:
- створено 139-й окремий ракетний дивізіон
- створено 150-й окремий ремонтно-відновлювальний батальйон.

У 1968 році 772-й окремий гвардійський саперний батальйон було перейменовано на 772-й окремий гвардійський інженерно-саперний батальйон.
У 1980 році 000 окремий моторизований транспортний батальйон було переформовано на 152-й окремий батальйон матеріального забезпечення.
Від 1 вересня 1990 згорнута, як 6299-та база зберігання майна.
Розформовано в травні 1991 року.

## Структура
Протягом історії з'єднання його структура та склад неодноразово змінювались.

### 1960
- 188-й гвардійський танковий полк (Гвардійське, Дніпропетровська область)
- 319-й гвардійський танковий полк (Гвардійське, Дніпропетровська область)
- 384-й танковий полк (Гвардійське, Дніпропетровська область)
- 127-й гвардійський мотострілецький полк (Гвардійське, Дніпропетровська область)
- 173-й гвардійський артилерійський полк (Гвардійське, Дніпропетровська область)
- 1095-й зенітний артилерійський полк (Гвардійське, Дніпропетровська область)
- 75-й окремий розвідувальний батальйон (Гвардійське, Дніпропетровська область)
- 95-й окремий гвардійський саперний батальйон (Гвардійське, Дніпропетровська область)
- 532-й окремий гвардійський батальйон зв'язку (Гвардійське, Дніпропетровська область)
- 000 окрема рота хімічного захисту (Гвардійське, Дніпропетровська область)
- 89-й окремий санітарно-медичний батальйон (Гвардійське, Дніпропетровська область)
- 000 окремий моторизований транспортний батальйон (Гвардійське, Дніпропетровська область)

### 1970
- 188-й гвардійський танковий полк (Гвардійське, Дніпропетровська область)
- 319-й гвардійський танковий полк (Гвардійське, Дніпропетровська область)
- 384-й танковий полк (Гвардійське, Дніпропетровська область)
- 127-й гвардійський мотострілецький полк (Гвардійське, Дніпропетровська область)
- 173-й гвардійський артилерійський полк (Гвардійське, Дніпропетровська область)
- 1095-й зенітний артилерійський полк (Гвардійське, Дніпропетровська область)
- 139-й окремий ракетний дивізіон (Гвардійське, Дніпропетровська область)
- 75-й окремий розвідувальний батальйон (Гвардійське, Дніпропетровська область)
- 95-й окремий гвардійський інженерно-саперний батальйон (Гвардійське, Дніпропетровська область)
- 532-й окремий гвардійський батальйон зв'язку (Гвардійське, Дніпропетровська область)
- 000 окрема рота хімічного захисту (Гвардійське, Дніпропетровська область)
- 150-й окремий ремонтно-відновлювальний батальйон (Гвардійське, Дніпропетровська область)
- 89-й окремий санітарно-медичний батальйон (Гвардійське, Дніпропетровська область)
- 000 окремий моторизований транспортний батальйон (Гвардійське, Дніпропетровська область)

### 1980
- 188-й гвардійський танковий полк (Гвардійське, Дніпропетровська область)
- 319-й гвардійський танковий полк (Гвардійське, Дніпропетровська область)
- 384-й танковий полк (Гвардійське, Дніпропетровська область)
- 127-й гвардійський мотострілецький полк (Гвардійське, Дніпропетровська область)
- 173-й гвардійський артилерійський полк (Гвардійське, Дніпропетровська область)
- 1095-й зенітний ракетний полк (Гвардійське, Дніпропетровська область)
- 139-й окремий ракетний дивізіон (Гвардійське, Дніпропетровська область)
- 75-й окремий розвідувальний батальйон (Гвардійське, Дніпропетровська область)
- 95-й окремий гвардійський інженерно-саперний батальйон (Гвардійське, Дніпропетровська область)
- 532-й окремий гвардійський батальйон зв'язку (Гвардійське, Дніпропетровська область)
- 000 окрема рота хімічного захисту (Гвардійське, Дніпропетровська область)
- 150-й окремий ремонтно-відновлювальний батальйон (Гвардійське, Дніпропетровська область)
- 89-й окремий медичний батальйон (Гвардійське, Дніпропетровська область)
- 152-й окремий батальйон матеріального забезпечення (Гвардійське, Дніпропетровська область)

### 1988
- 188-й гвардійський танковий полк (Гвардійське, Дніпропетровська область)
- 319-й гвардійський танковий полк (Гвардійське, Дніпропетровська область)
- 384-й танковий полк (Гвардійське, Дніпропетровська область)
- 127-й гвардійський мотострілецький полк (Гвардійське, Дніпропетровська область)
- 173-й гвардійський артилерійський полк (Гвардійське, Дніпропетровська область)
- 1095-й зенітний ракетний полк (Гвардійське, Дніпропетровська область)
- 139-й окремий ракетний дивізіон (Гвардійське, Дніпропетровська область)
- 75-й окремий розвідувальний батальйон (Гвардійське, Дніпропетровська область)
- 95-й окремий гвардійський інженерно-саперний батальйон (Гвардійське, Дніпропетровська область)
- 532-й окремий гвардійський батальйон зв'язку (Гвардійське, Дніпропетровська область)
- 000 окрема рота хімічного захисту (Гвардійське, Дніпропетровська область)
- 150-й окремий ремонтно-відновлювальний батальйон (Гвардійське, Дніпропетровська область)
- 89-й окремий медичний батальйон (Гвардійське, Дніпропетровська область)
- 152-й окремий батальйон матеріального забезпечення (Гвардійське, Дніпропетровська область)

## Розташування
- штаб (Гвардійське): 48 44 12N, 35 19 04E
- Гвардійські казарми: 48 44 23N, 35 19 29E

## Оснащення
Оснащення на 19.11.90 (за умовами УЗЗСЄ):
- 12 1В18, 4 1В19, 4 ПРП-4, 22 Р-145БМ, 4 БТР-50ПУ, 3 Р-156БТР, 8 БМП-1КШ та 4 РХМ